# Rubber Band
"Rubber Band" é um single de David Bowie. O single foi lançado em 1966 e marca o início do contrato de gravação de Bowie com a Deram, que seria a gravadora do seu primeiro álbum, David Bowie.

## Lista de músicas
Faixas escritas por David Bowie.
1. "Rubber Band" - 2:05
2. "The London Boys” – 3:20

Na edição americana do single, a faixa "There is a Happy Land" é o lado B.

## Créditos de produção
- Produtores:
  - Mike Vernon
- Músicos:
  - David Bowie: vocais, guitarra
  - Derek Boyes: órgão
  - Dek Fearnley: baixo
  - John Eager: bateria

## Outros lançamentos
- Em 1969, Bowie tocou a faixa em seu filme promocional Love You Till Tuesday.
- A faixa também foi lançada como Lado B da reedição espanhola de "The Laughing Gnome", em 1973.
- A canção está presente nas seguintes coletâneas:
  - The World of David Bowie (1970)
  - Images 1966-1967 (1973)
  - Coccinelle Varietes (França - 1973)
  - El Rey Del Gay Power (Espanha - 1973)
  - 20 Bowie Classics (Australia - 1979)
  - Another Face (1981)
  - Historia De La Musica Rock (Espanha - 1981)
  - Love You Till Tuesday (1984)
  - The Collection (1985)
  - The Gospel According to David Bowie (Alemanha - 1993)
  - London Boy (1996)
  - The Deram Anthology (1997) (Single and versão do álbum)